# Munetaka Higuchi
Munetaka Higuchi (Nara, 24 de dezembro de 1958 — Osaka, 30 de novembro de 2008) foi o baterista original da banda de heavy metal japonesa Loudness.

## Carreira
Seu primeiro trabalho profissional foi na banda Lazy, em 1973, na qual tocou junto com seu colega de faculdade Akira Takasaki. Nos primeiros trabalhos da carreira, o Lazy fazia pop-rock, e com o tempo, passaram a inserir elementos de hard rock, tendo assim uma sonoridade semelhante ao do Earthshaker e Mari Hamada.
Higuchi e Takasaki permaneceram no Lazy até 1981 e nessa mesmo época, procurando focar-se no hard rock/metal, decidiram começar uma nova banda. Foi assim que o Loudness surgiu, e já iniciaram suas atividades no começo de 1981. De todos os membros da banda, Akira Takasaki é o que possui uma carreira-solo mais extensa e maiores participações em outros projetos.

## Morte
Em abril de 2008, foi diagnosticado com hepatocarcinoma, um tipo de câncer de fígado. Meses depois, em novembro, ele morreu aos 49 anos.

## Discografia

### Solo
- Destruction ~破壊凱旋録~ (12/10/1983)
- Munetaka Higuchi with Dream Castle - Free World (02/21/1997)
- Cozy Powell Forever (09/1998)
- Super Rock Summit - Cozy Powell Forever Tour (01/1999)
- Super Rock Summit - Stairway to Heaven (03/1999)
- Super Rock Summit - Rainbow Eyes (06/1999)
- Munetaka Higuchi Drum Collection (08/23/2006)

### Com a banda "Lazy"
- 1978 - This Is the Lazy
- 1978 - Dream a Dream
- 1979 - Rock a Diamond
- 1980 - Lazy V
- 1980 - Earth Ark (宇宙船地球号)
- 1998 - Happy Time
- 2002 - Earth Ark II

### Com a banda "Loudness"
- 1981 - THE BIRTHDAY EVE ～誕生前夜～
- 1982 - DEVIL SOLDIER ～戦慄の奇跡～
- 1983 - THE LAW OF DEVIL'S LAND 〜魔界典章〜
- 1984 - Disillusion - English version
- 1984 - DISILLUSION (〜撃剣霊化〜)
- 1985 - Thunder in the East
- 1986 - Shadows of War
- 1986 - Lightning Strikes
- 1987 - Hurricane Eyes - English Version
- 1987 - Hurricane Eyes - Japanese Version
- 1989 - Soldier of Fortune
- 1991 - On the Prowl
- 1992 - Loudness
- 2001 - SPIRITUAL CANOE ～輪廻転生～
- 2001 - THE PANDEMONIUM ～降臨幻術～
- 2002 - Biosphere
- 2004 - TERROR ～剥離～
- 2004 - RACING ～音速～
- 2005 - Racing - English Version
- 2006 - Breaking the Taboo
- 2008 - Metal Mad
- 2009 - THE EVERLASTING ～魂宗久遠～

### Com a banda "SLY"
- 1994 - Sly
- 1995 - Loner
- 1995 - Dreams of Dust
- 1996 - Key
- 1998 - Vulcan Wind

### Participação em Outros Projetos
- 1996 - Álbum Rock'n Roll Standard Club da banda Rock'n Roll Standard Club Band